# Grammatikoú
Grammatikoú (Grammatikou) är en ort i Grekland.   Den ligger i prefekturen Nomós Aitolías kai Akarnanías och regionen Västra Grekland, i den centrala delen av landet, 200 km väster om huvudstaden Aten. Grammatikoú ligger 59 meter över havet och antalet invånare är 802.
Terrängen runt Grammatikoú är kuperad söderut, men norrut är den platt. Runt Grammatikoú är det ganska tätbefolkat, med 56 invånare per kvadratkilometer. Närmaste större samhälle är Agrínio, 13,4 km nordväst om Grammatikoú. I omgivningarna runt Grammatikoú växer i huvudsak blandskog.